# Otomi de la sierra
L'otomi de la sierra (ou otomi de la sierra orientale) est une langue otomie parlée dans  les États d'Hidalgo, Puebla et de Veracruz, au Mexique.

## Localisation géographique
L'otomi de la sierra est parlé dans l'État d'Hidalgo, dans le municipio de Huehuetla, ainsi que dans les régions proches. L'aire de la langue s'étend, au-delà de la frontières de l'Hidalgo dans les États voisins de Puebla et de Veracruz.

## Classification
L'otomi de la sierra est une langue amérindienne qui appartient au groupe otomi de la famille des langues oto-mangues. Les langues otomies sont, à l'intérieur de l'oto-mangue, rattachées aux langues oto-pames.

## Phonologie
Les tableaux présentent les phonèmes de l'otomi de la sierra, les voyelles, et les consonnes,.

### Voyelles
|         | Antérieure | Centrale | Postérieure |
| ------- | ---------- | -------- | ----------- |
| Fermée  | i [i]      | ʉ [ɨ]    | u [u]       |
| Moyenne | e [e] ø[ø] |          | o [o]       |
| Ouverte | ɛ [æ]      | a [a]    | ä [ɔ]       |

### Nasalisation
L'otomi de la sierra possède, en plus des voyelles orales, une série de voyelles nasales, bien que toutes les voyelles ne puissent pas être nasalisées. Ce sont į [ĩ], ɛ̨ [ẽ], ą [ã], ų [ũ], ą̈ [õ].
Les voyelles qui sont précédées par une consonne nasale sont toujours nasalisées.    

### Consonnes
|               |               | Bilabiale | Dentale | Alvéolaire | Palatale  | Vélaire  | Glottale |
| ------------- | ------------- | --------- | ------- | ---------- | --------- | -------- | -------- |
| Occlusives    | Occlusives    | p [p]     |         | t [t]      |           | c/qu [k] | ’ [ʔ]    |
| Fricatives    | Sourdes       |           | s [s]   |            | x [ʃ]     | j [x]    | h [h]    |
| Fricatives    | Sonores       | b [β]     | d [ð]   | z [z]      |           | g [ɣ]    |          |
| Affriquées    | Affriquées    |           |         | ts [t͡s]    | ch [ t͡ʃ ] |          |          |
| Nasales       | Nasales       | m [m]     |         | n [n]      | ñ [ɲ]     |          |          |
| Roulées       | Roulées       |           |         | r [r]      |           |          |          |
| Semi-voyelles | Semi-voyelles | u [w]     |         |            |           | y [j]    |          |

### Une langue tonale
L'otomi de la sierra est une langue tonale qui possède quatre tons, haut, bas, descendant ou haut-bas, et montant ou bas-haut.